# Brunorock (album)
Brunorock è l'album d'esordio dei Brunorock, pubblicato nel 1994 dalla MTM Records.

## Tracce
1. Vento di vittoria
2. Con gli occhi negli occhi
3. Ritmo bestiale
4. Musica mia
5. Dimmelo tù
6. Sei così
7. Incubo
8. Uno sparo nella notte
9. Donna
10. Sotto la pioggia

## Formazione
- Bruno Kraler - voce
- Bobby Altvater - chitarra
- Hogel Schulten - basso
- Dominik Huelshorst - batteria